# Run-D.M.C.
Run-DMC (también conocido como RUN DMC) fue una banda de hip hop proveniente de Nueva York, Estados Unidos, la cual se formó en 1983 por Joseph Simmons (Run), Darryl McDaniels (DMC) y Jason Mizell (Jam-Master Jay), siendo la banda actualmente conocida por ser una de las bandas más influenciales de la musica hip-hop, y ser una de las bandas de Rap más populares de los 80, siendo comparado con bandas/artistas como los Beastie Boys, Public Enemy o LL Cool J.La banda fue el pionero en la era conocida como: La era dorada de Hip Hop, a la vez de demostrar la importancia de la relacion entre el MC y el DJ.

## Historia
Run-D.M.C. (o Run-DMC) fue un grupo fundado por Joseph "DJ Run" Simmons, Darryl "D.M.C." McDaniels, y Jason "Jam-Master Jay" Mizell. Tuvo un impacto enorme en el desarrollo del hip hop en los años 80. Sus integrantes habían crecido en la vecindad de Hollis de la ciudad de Nueva York (Estados Unidos). 
"Run" Simmons es el hermano de la leyenda del hip hop , el mánager Russell "Rush" Simmons, y entró en la escena del hip hop por el primer gran éxito de su hermano Russell, el autor de "The Breaks" de Kurtis Blow. También compartió experiencias en escena con Darryl McDaniels, uno de los mejores amigos de su infancia, que después pasaría a ser su compañero de banda. 
En 1983 vieron publicado "It's Like That"/"Sucker M.C.'s", la primera grabación de hip hop cuya parte instrumental se basaba sólo en el sonido de una caja de ritmos (Oberheim DMX, en este caso programada por Larry Smith de la banda Orange Krush) y el scratch; muy minimalista pero efectivo. En grabaciones posteriores (tales como "Rock Box" y "King of Rock") emplearon líneas de rock duro (hard rock) en lugar de los sonidos de la disco y funk habitualmente empleados por la vieja escuela del hip hop. El guitarrista de apoyo es esos temas fue un músico de sesión llamado Eddie Martinez.

Logo

Como otros grupos pioneros del hip hop, en estos primeros años tuvieron cierto éxito entre un público principalmente joven, afroamericano y urbano, pero poca repercusión en los medios de comunicación generales.
En 1986 publicaron el álbum Raising Hell, que incluía una versión de la canción "Walk This Way", originalmente aparecida en el álbum Toys in the Attic del grupo de hard rock Aerosmith, grabada, a petición de su nuevo coproductor Rick Rubin, con la colaboración de estos. Esta canción, así como un videoclip conjunto, benefició a ambos grupos: renovó la popularidad de Aerosmith, que estaban siendo reemplazados en su mercado por bandas más jóvenes, y ayudó a difundir el hip hop entre la audiencia blanca de Estados Unidos. De ello se beneficiaron muchos otros artistas del género, pero también Run-DMC aprovechó esta circunstancia, aunque sus siguientes discos no fueron tan innovadores.
En 1988 protagonizaron la película Tougher Than Leather, dirigida por uno de los productores de sus discos Rick Rubin. En ella, los tres miembros de Run-DMC básicamente se interpretaban a sí mismos, como tres artistas que dan conciertos (la mayor parte de los temas musicales eran suyos) y se encuentran con otras estrellas del hip hop, como Beastie Boys. Pero también tiene una trama de ficción: los tres músicos vengan el asesinato de un amigo negro, combatiendo a un gánster blanco interpretado por el propio Rick Rubin.

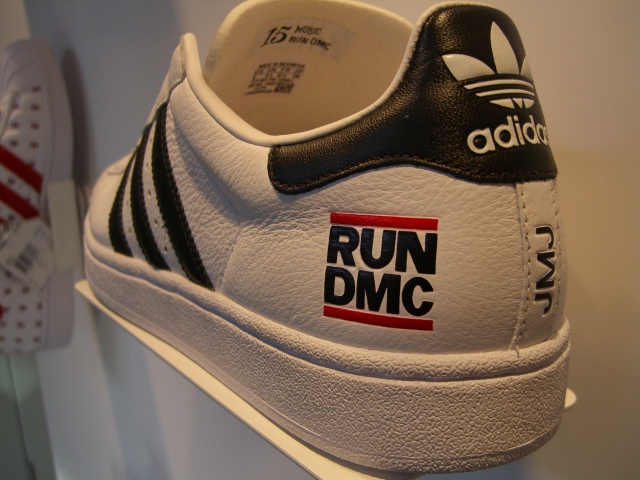
Run-DMC fue el primer grupo de rap en firmar un contrato con una marca de ropa deportiva (Adidas).

Run-DMC fue el primer grupo de hip hop en lograr un disco de platino, un multiplatino y una nominación a un Grammy. Fueron los primeros raperos en aparecer con un video en la cadena MTV (en 1984 con "Rock Box") y los primeros raperos en una portada de la revista Rolling Stone en 1987. Fueron también los primeros raperos que conocieron muchos estadounidenses, además de ser el primer grupo de música en estar patrocinados por una marca de ropa multinacional, Adidas, quienes posteriormente y después de la firma del contrato, realizarían una línea de ropa exclusiva para los chicos de Queens.
El 30 de octubre de 2002 Mizell fue asesinado de un tiro en la cabeza en un estudio de grabación en Merrick Boulevard en Queens. Al conocer su muerte, su compañero DMC quiso destacar su influencia sobre otros DJ declarando públicamente:
"He made every DJ not want to use a DAT machine. He stuck to the true essence of what a DJ in a hip-hop performance should be" (Él hizo que todos los DJ no deseen usar una máquina DAT. Se mantuvo en la verdadera esencia de lo que debe ser un DJ en una actuación de hip hop). 
En el año 2004 la revista Rolling Stone los colocó en el puesto 48 de su lista de los 100 mejores artistas de todos los tiempos.
El 4 de abril de 2009, Run-DMC fue exaltado al Salón de la Fama del Rock and Roll.
En 2012 se anunció que Simmons y McDaniels se presentará por primera vez desde 2002 como Run-DMC en Fun Fun Fun Fest 7 en Austin, Texas.

## Integrantes
Run DMC estaba compuesto por tres jóvenes de Queens, Nueva York:
- Jason Mizell (21 de enero de 1965 - 30 de octubre de 2002), con nombre artístico Jam Master Jay - Disc jockey
- Darryl McDaniels, con nombre artístico DMC - MC (vocalista)
- Joseph Simmons, con nombres artísticos Reverend Run y DJ Run - MC (vocalista)

## Discografía
Álbumes de Estudio
- 1984 - Run-D.M.C
- 1985 - King of Rock
- 1986 - Raising Hell
- 1988 - Tougher Than Leather
- 1990 - Back from Hell
- 1993 - Down with the King
- 2001 - Crown Royal

Álbumes Recopilatorios
- 1991 - Together Foverever: Greatest Hits 1983-1991
- 1998 - Together Forever: Greatest Hits 1983–1998
- 2002 - High Profile: The Original Rhymes
- 2002 - Greatest Hits
- 2003 - Ultimate Run-D.M.C.
- 2012 - The Essential Run-D.M.C.

Álbumes en Vivo
- 2007 - Live at Montreux 2001

## Filmografía
- 1985 - Krush Groove
- 1986 - Big Fun in the Fun Town
- 1988 - Tougher Than Leather
- 1993 - Who's The Man?
- 2015 - Lip Sync Battle (Episodio: "Joseph Gordon-Levitt vs Anthony Mackie")